# Barydesmini
Tribu
Les Barydesmini sont une tribu de mille-pattes de l'ordre des Polydesmida.

## Liste des genres
Selon ITIS (23 juillet 2021) :
- genre Barydesmus Cook, 1896
- genre Nyssodesmus Cook, 1896
- genre Tirodesmus Cook, 1896